# 小行星7815
小行星7815（英語：7815 Dolon）是一颗围绕太阳公转的小行星。1987年8月21日，艾瑞克·怀特·埃尔斯特在拉西拉天文台发现了此天体。
这颗小行星的绝对星等为219.83323等。小行星7815以希臘神話的人物多隆命名。